# GvB
GvB (Geheimnis von Bobby) – niemiecki konstruktor Formuły 3 istniejący w latach 1948–1953.

## Historia
Założyciel GvB, Bobby Kohlrausch, w latach 20. był motocyklistą wyścigowym, po czym ścigał się BMW Dixi, MG i Austinem. Przed II wojną światową wstąpił do partii nazistowskiej i w trakcie wojny był członkiem SS.
W 1948 roku Kohlrausch nabył samochód LTE Juwel i wystawił go jako GvB F3 po ogłoszeniu powstania Formuły 3 w 1949 roku. Kohlrausch sam ścigał się tym samochodem: w 1950 roku nie ukończył zawodów w Sternberg 18 czerwca, a 25 czerwca wygrał wyścig w Halle-Saale-Schleife. 14 maja 1951 roku był czwarty w Hockenheim.
Kohlrausch planował zmodyfikować swój samochód do specyfikacji Formuły 2 poprzez dodanie turbosprężarki do silnika 500 cm³. Kohlrausch zmarł jednak na atak serca w 1953 roku i plany te nie doszły do skutku.
GvB F3 pojawił się jeszcze w drugiej połowie lat 50., kiedy to ścigał się nim Helmut Zimmer. 15 maja 1955 roku w Dessau Zimmer był czwarty, 7 lipca 1956 roku w Bautzen zajął drugie miejsce, a 23 września w Dessau finiszował jako siódmy. Być może Zimmer wystartował tym samochodem także w Dreźnie w 1958 roku.